# New York State Route 22
New York State Route 22 is een state highway in de Amerikaanse staat New York. Het is met een lengte van 542 kilometer de langste noord-zuidverbinding van de staat.

## Tracé
New York State Route 22 is een noord-zuid-georiënteerde weg die parallel loopt aan de oostelijke buitenwijken van de metropool New York tot Clinton County bij de grens met Canada. Met zijn 542 km is het de langste noord-zuidroute van de staat en op twee na langste staatsroute van het land; alleen New York State Route 5 en New York State Route 17 zijn langer.
Een aantal oost-west Interstate highways staan in verbinding met SR 22 net voor het oversteken naar de naburige staten in de regio New England, waar U.S. Route 7 parallel loopt met de route. SR 22 loopt van Mooers in het noorden naar The Bronx in het zuiden en voorts loopt de route geografisch langs de staten Massachusetts en Vermont. Route 22 loopt van noord naar zuid door de county's The Bronx, Westchester, Putnam, Dutchess, Columbia, Rensselaer, Washington, Essex en Clinton. 
New York State Route 22 is vooral een landelijke weg, die passeert door tal van kleine dorpjes en gehuchten. Uitzonderingen op de regel vormen het dichtbevolkte Bronx en de Westchester County, en een gedeelte dat door de stad Plattsburgh loopt in de buurt van het noordelijke uiteinde.
Het oudste segment situeert zich in de Westchester County langs de kustlijn van Lake Champlain en gaat terug op Indiaanse paden. Nederlandse en Engelse kolonisten maakten gebruik van de weg om hun producten op de markt te brengen. Begin 20e eeuw bouwde de staat nieuwe wegen om de huidige state highway te creëren, die in 1930 voor het eerst samen werden aangeduid als Route 22. In de beginjaren begon de weg in Manhattan en tot 2008 was het noordelijke uiteinde de Canadese grens.